# محمد الدجاني الداودي
محمد الدجاني الداودي (من مواليد 19 مارس 1946)، بروفيسور فلسطيني وناشط سلام. حصل البروفيسور محمد الدجاني الداودي على اعتراف دولي بسجله الواسع في المساعدة على رفع مستوى الوعي بشأن الهولوكوست. أنجز هذه الحملة التعليمية من خلال المقابلات التلفزيونية، والكتب، والأفلام الوثائقية، والمقالات، والمؤتمرات، وورش العمل، والمجلات، ومجموعات فيس بوك، والمواقع الإلكترونية، وغيرها. نشط الدجاني في تكوين علاقات جيدة مع الزعماء الدينيين اليهود والمسيحيين ونشطاء السلام لنشر رسالة الوسطية من أجل التفاهم والتسامح والتعايش والإخاء. في أيديولوجيته الوسطية، يعالج الدجاني الجذور الأيديولوجية للتطرف. في عام 2014، أصبح مركزًا للجدل عندما قاد مجموعة من الطلاب من جامعة القدس إلى معسكر أوشفيتز النازي.

## نشأته
وُلِد الدجاني لإحدى العائلات العربية التاريخية في القدس. أضيف اسم الداودي الشرفي إلى اسم العائلة في عام 1529 عندما عيّن سليمان القانوني أحدَ أجداده حارسًا لقبر الملك داود على جبل صهيون. فرت عائلته إلى مصر عندما أعلنت إسرائيل استقلالها في عام 1948، لكنها عادت إلى البلدة القديمة في القدس في العام التالي (التي وقعت تحت الحكم الأردني).
أرسله والداه، المسلمان العلمانيان صاحبا التعليم الجيد، إلى المدارس التي تديرها الكويكر المتحدثة بالإنجليزية. عندما كان طالب هندسة في الجامعة الأمريكية في بيروت، انضم الدجاني إلى حركة فتح. رغم تلقيه تدريبات عسكرية، عمل في قسم العلاقات العامة باللغة الإنجليزية في منظمة التحرير الفلسطينية.
في عام 1975، رحّل لبنان الدجاني. ممنوعًا من دخول إسرائيل والأردن بسبب أنشطته في حركة فتح، قرّر الدجاني السفر إلى الولايات المتحدة لمواصلة تعليمه. حصل في النهاية على درجة الدكتوراه في الحكم من جامعة ساوث كارولاينا ودكتوراه أخرى في الاقتصاد السياسي في جامعة تكساس في أوستن.

## مسيرته المهنية
بحلول هذا الوقت، نجح والد الدجاني في الحصول على عفو لابنه من الملك حسين. عُين الدجاني من قبل جامعة العلوم التطبيقية الخاصة في عمان، حيث أنشأ قسم العلوم السياسية والدبلوماسية وترأسه. في عام 1993، حصل والده على إذن للدجاني من إسرائيل للسماح له بالعودة إلى القدس.
رافق الدجاني والده للعلاج الكيميائي في عين كارم، وهو مستشفى إسرائيلي في القدس، إذ فوجئ الرجل الأصغر سنًا بالطريقة التي كان يعالج بها والده: «كنت أتوقع أن يعاملوه بطريقة مختلفة -مع تمييز- بصفته فلسطينيًا، وعربيًا، ومسلمًا. اكتشفت أن الأمر لم يكن كذلك، لقد عاملوه كمريض». رأى الدجاني العديد من الفلسطينيين الآخرين يتلقون الرعاية الطبية من أطباء إسرائيليين. بعد عدة سنوات، أثرت تجربة ثانية مع الرعاية الصحية الإسرائيلية على الدجاني؛ مرضت والدته بالقرب من مطار بن غوريون الدولي. «لم أصدق أن أي شخص سيساعدها، كونها عربية وتذهب إلى مطار حيث يحرص الإسرائيليون بشدة على الأمن». فوجئ الدجاني عندما طُلبت سيارة إسعاف وحاول المسعفون إنعاش والدته لأكثر من ساعة. «أُصبت بالارتباك من عدوي، الذي بذل قصارى جهده لمساعدة أبي وأمي. بدأت أرى الجانب الآخر من عدوي، وهو الجانب الإنساني».
خلال أواخر تسعينيات القرن العشرين، درب الدجاني موظفي الخدمة المدنية الفلسطينيين لبرنامج الأمم المتحدة الإنمائي ومختلف المنظمات الفلسطينية. في عام 1999، دُعي إلى تركيا لقيادة برنامج للزعماء الدينيين الإسرائيليين والفلسطينيين، والذي تطور إلى نموذج لحل النزاعات يُسمى «حلم كبير، أمل صغير».
دُعي الدجاني للانضمام إلى هيئة التدريس بجامعة القدس في عام 2001، وفي العام التالي، أسس معهد الدراسات الأمريكية التابع لها. في عام 2007، شارك مع شقيقه، منذر الدجاني الداودي، في تأسيس الوسطية، وهي منظمة تروج للتقاليد الإسلامية المتمثلة في اللاعنف والتوفيق بين الأطراف.

## المؤلفات
- «الديمقراطية والتعددية السياسية: بيبليوغرافيا شاملة للديمقراطية»، المركز الفلسطيني للدراسات الإقليمية، مؤسسة كونراد اديناور، القدس، 1998. [4]
- «المعاناة البشرية: هل للعنف مخرج؟»، بالاشتراك مع زينه منير بركات، دار المشكاة للنشر والتوزيع، البيرة، 2012. [5]
- «النظام السياسي الأردني: أركانه ومقوماته»، بالاشتراك مع منذر الدجاني الداودي، عمان، 1993. [6]
- «بيبليوغرافيا القدس الشريف: سجل بأسماء الكتب العربية التي نشرت عن مدينة القدس الشريف بالعربية»، الوسطية، البيرة، 2009. [7]
- «بيبليوغرافيا الكتب العربية في الشؤون الأميركية»، دار جامعة القدس، القدس، فلسطين، 2009. [8]
- «مستقبل القدس: السيادة في القانون الدولي»، الوسطية، البيرة، 2012. [9]
- «معجم القدس للمفردات وللمصطلحات السياسية والاقتصادية والقانونية الدولية»، المركز الفلسطيني للدراسات الإقليمية، 2001. [10]
- «منهجية البحث العلمي في علم السياسة»، بالاشتراك مع منذر سليمان الدجاني، دار المشكاة للنشر والتوزيع، الضفة الغربية، 1997. [11]